# Ti Punch

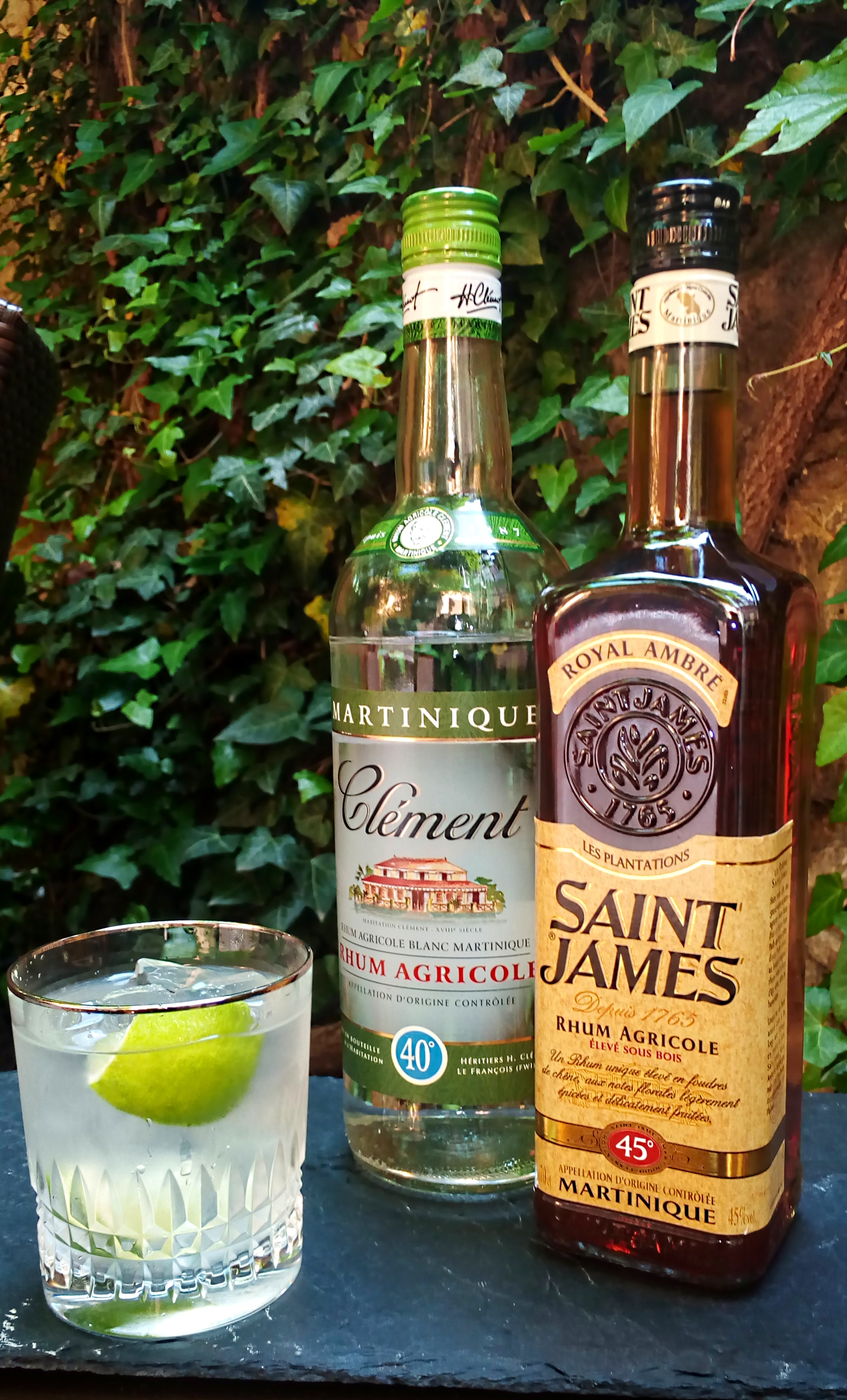
Ti Punch mit Eis und 2 Flaschen Rhum Agricole

Ti Punch (franz. Abkürzung für: Petit Punch, wörtlich „kleiner Punsch“) ist ein Cocktail, der von der Inselgruppe der französischen Antillen stammt und zu den Sours gehört.
Ein Ti Punch besteht in der Regel aus Rhum Agricole, Limette und Rohrzucker.
Rhum Agricole bezeichnet einen Rum von den französischen Antillen, der aus Zuckerrohrsaft und nicht aus Melasse hergestellt wird.
Unter der einheimischen Bevölkerung gibt es verschiedene Zubereitungsarten und Trinkrituale. Es ist auf den französischen Antillen nicht unüblich, dass dem Gast die Zutaten gereicht werden und er sich seinen Ti Punch selber zubereitet. Ein häufig verwendeter Ausspruch lautet: chacun prépare sa propre mort, was sinngemäß bedeutet: „jeder kann seinen Tod selber zubereiten“.

## Zubereitung
Der Ti Punch kann mit ganzen Limettenstücken oder Limettensaft zubereitet werden. Rohrzuckersirup anstelle von Rohrzucker ist ebenfalls nicht unüblich. Der Rhum Agricole hat bei einem klassischen Ti Punch immer den größten Anteil.
Ein Ti Punch kann beispielsweise wie folgt zubereitet werden: Man gibt 3 Teile (zum Beispiel 5 cl) weißen Rhum Agricole und einen Teil (zum Beispiel 1 bis 2 cl) Zuckersirup in einen Tumbler auf Eiswürfel. Die Zutaten werden gerührt, und es wird ein Limettenviertel über dem Glas ausgepresst und dazugegeben.
Die Verwendung von Eis war früher auf den französischen Antillen selten. Noch zu Beginn des 20. Jahrhunderts, als sich der Ti Punch bereits als Aushängeschild der kulinarischen Kultur der französischen Karibikinseln etabliert hatte, war Eis für die Arbeiter auf den Zuckerrohrplantagen ein kaum erreichbarer Luxus. Daraus abzuleiten, der Ti Punch werde traditionell ohne Eis zubereitet, ist jedoch akademisch, zumal bereits aus dieser Zeit Rezepte mit Eis bekannt sind. Auch spiegelt es nicht die heutige Situation wieder.
In einem Artikel des Journals La Réforme sociale über Martinique von 1903 wird der Ti Punch und seine Zubereitung wie folgt beschrieben:

« breuvage fait de rhum, de sirop, de citron et de glace brassés avec une tige de lélé »

„Gebräu hergestellt aus Rum, Sirup, Zitrone/Limette und Eis, vermischt mit einem Swizzle Stick“

## Varianten
Einen Ti Punch mit braunem Rhum Agricole bezeichnet man auch als Ti Punch Vieux. Außerdem sind verschiedene Formen des Ti Punch bekannt, die mit Falernum (einem Sirup oder Likör mit Ingwer, Gewürzen und Limette), Cocktailbitters oder frischem Ingwer zubereitet werden.